# Bit Power
Bit Power war eine deutsche Zeitschrift, die sich den Belangen von Heimcomputer-Nutzern widmete. Sie wurde monatlich herausgegeben.

## Anfänge
Gegründet wurde Bit Power von Maik Heinzig, der auch als Chefredakteur fungierte. Herausgeber war der mhs-Verlag Dresden (sh. Quellen). Es ist nicht bekannt, wie viele Ausgaben in der Zeit von 1988 bis 1990 erschienen, da diese nicht über den Postzeitungsvertrieb gehandelt wurden. Ab März 1990 wurde die Zeitschrift jedoch regelmäßig zu Monatsbeginn bis zu ihrer Einstellung im März 1991 herausgegeben.
Die ersten Ausgaben, die noch während des Bestehens der DDR hergestellt und vertrieben wurden, wurden noch komplett mit einer Schreibmaschine geschrieben und im Buchdruckverfahren hergestellt. Ab Mitte 1990 wurde dann der Offset-Druck genutzt.

## Allgemeines
Ungewöhnlich war, dass die Zeitschrift nicht nur über DDR-eigene Entwicklungen, sondern auch über Atari, Commodore und Schneider Computer berichtete. Sie veröffentlichte unter anderem Bauanleitungen, Artikel über Softwareentwicklungen, Listings, sowie Soft- und Hardwaretests. Die Bit Power wurde unter Register Nr. 1775 vertrieben.